# 道の駅キラメッセ室戸
道の駅キラメッセ室戸（みちのえき キラメッセむろと）は、高知県室戸市吉良川町にある国道55号の道の駅である。

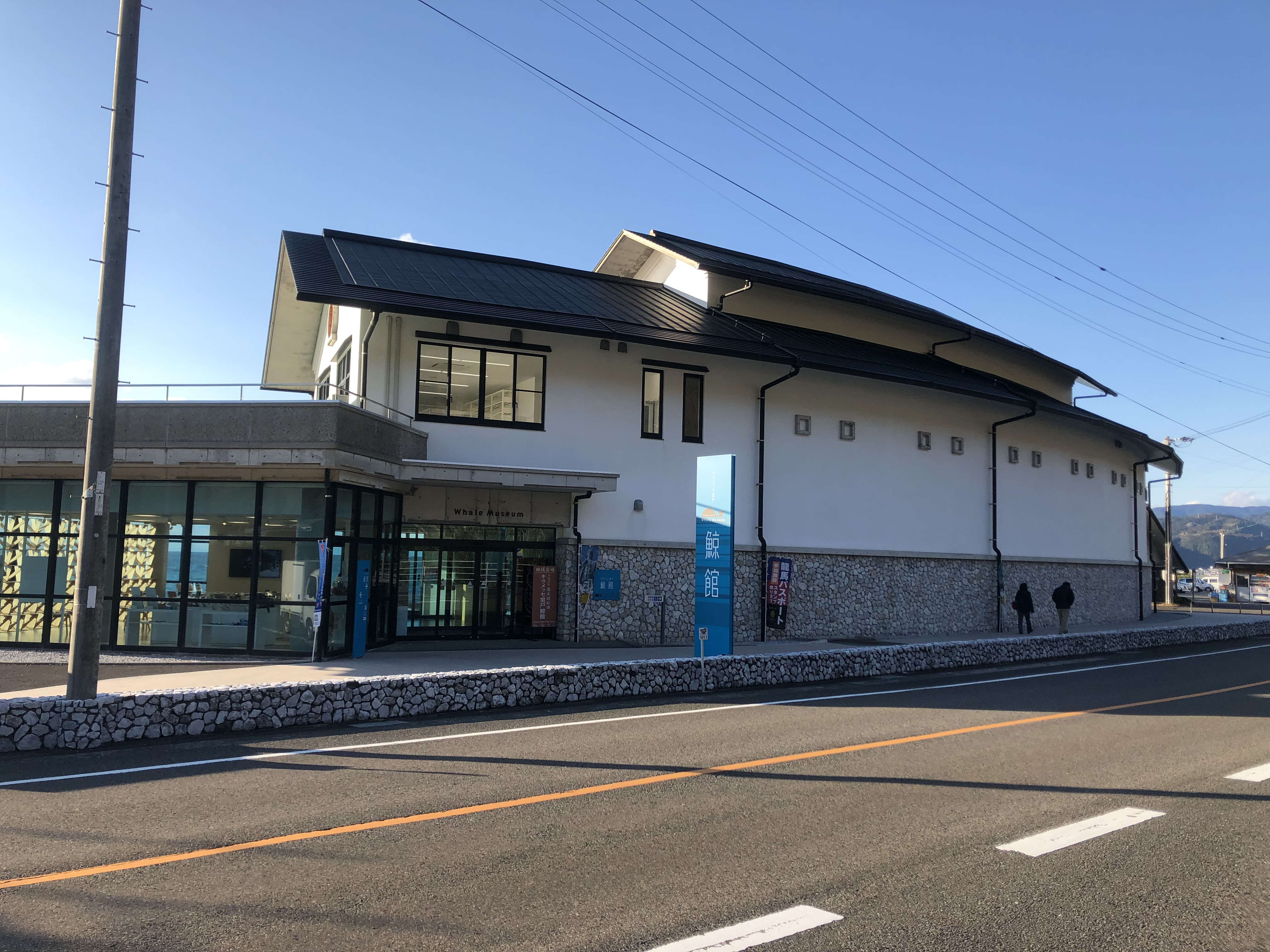
キラメッセ室戸鯨館

## 施設
- 駐車場
  - 普通車：35台
  - 大型車：6台
  - 身障者用：3台
- トイレ
  - 男：13器
  - 女：9器
  - 身障者用：2器
- 公衆電話
- 公衆FAX
- レストラン（3月 - 10月）10:00 - 20:00（11月 - 2月）10:00 - 19:30
- 農産物直売所（8:30 - 17:00）
- 物産館
- キラメッセ室戸鯨館
  - 施設の特徴：マッコウ鯨の標本や捕鯨に使われていた道具などを展示。鯨の生態と捕鯨の歴史をわかりやすく紹介。作家C.W.ニコルが名誉館長を務める。
  - 主な展示品：骨格標本、勢子船、捕鯨道具、解体道具、捕鯨砲90mmなど。
  - 開館時間：9:00 - 17:00
  - 入館料：大人500円、小人(小学生 - 高校生)100円、身障者・小学生未満無料

## 休館日
- 毎週月曜日（祝日の場合、翌日）

## 周辺
- 行当岬
- 不動岩
- 金剛頂寺
- 室戸岬新港のイルカ